# Lista chorążych reprezentacji Związku Socjalistycznych Republik Radzieckich na igrzyskach olimpijskich
Lista chorążych reprezentacji Związku Socjalistycznych Republik Radzieckich na igrzyskach olimpijskich – lista zawodników i zawodniczek reprezentacji Związku Socjalistycznych Republik Radzieckich, którzy podczas ceremonii otwarcia nowożytnych igrzysk olimpijskich nieśli flagę radziecką.

## Chronologiczna lista chorążych
| Lp. | Rok i miejsce           | Chorąży              | Dyscyplina           |
| --- | ----------------------- | -------------------- | -------------------- |
| 1   | 1952, Helsinki          | Jakow Kucenko        | Podnoszenie ciężarów |
| 2   | 1956, Cortina d'Ampezzo | Oleg Gonczarienko    | Łyżwiarstwo szybkie  |
| 3   | 1956, Melbourne         | Aleksiej Miedwiediew | Podnoszenie ciężarów |
| 4   | 1960, Squaw Valley      | Nikołaj Sołogubow    | Hokej na lodzie      |
| 5   | 1960, Rzym              | Jurij Własow         | Podnoszenie ciężarów |
| 6   | 1964, Innsbruck         | Jewgienij Griszyn    | Łyżwiarstwo szybkie  |
| 7   | 1964, Tokio             | Jurij Własow         | Podnoszenie ciężarów |
| 8   | 1968, Grenoble          | Wiktor Mamatow       | Biathlon             |
| 9   | 1968, Meksyk            | Leonid Żabotynski    | Podnoszenie ciężarów |
| 10  | 1972, Sapporo           | Wiaczesław Wiedienin | Biegi narciarskie    |
| 11  | 1972, Monachium         | Aleksandr Miedwied´  | Zapasy               |
| 12  | 1976, Innsbruck         | Władisław Trietjak   | Hokej na lodzie      |
| 13  | 1976, Montreal          | Wasilij Aleksiejew   | Podnoszenie ciężarów |
| 14  | 1980, Lake Placid       | Aleksandr Tichonow   | Biathlon             |
| 15  | 1980, Moskwa            | Nikołaj Balboszyn    | Zapasy               |
| 16  | 1984, Sarajewo          | Władisław Trietjak   | Hokej na lodzie      |
| 17  | 1988, Calgary           | Andriej Bukin        | Łyżwiarstwo figurowe |
| 18  | 1988, Seul              | Aleksandr Karielin   | Zapasy               |